# Aszini
Aszini (arab. عشيني) – wieś w Syrii, w muhafazie Aleppo. W 2004 roku liczyła 215 mieszkańców.